# En fuldendt gentleman
En fuldendt Gentleman er en spillefilm fra 1937 instrueret af Alice O'Fredericks og Lau Lauritzen Jr. efter manuskript af Osvald Helmuth, Carl Viggo Meincke og Flemming Geill. Blandt de medvirkende kan nævnes:
- Osvald Helmuth
- Lau Lauritzen jun.
- Karen Jønsson
- Ellen Margrethe Stein
- Eigil Reimers
- Else Jarlbak
- Torkil Lauritzen
- Erika Voigt
- Knud Almar
- Oda Pasborg

## Handling
Spækhøker Mortensen eller "Hr. Mortensen" som han ynder at kalde sig, er typen på den danske middelstandsmand - med al nationens godmodighed og lune præget i alle træk. Han har en viktualieforretning i det indre København og er desuden far til fire børn. Kun en sorg tynger ham: han er enkemand. På kvisten i hans hus bor to forældreløse unge piger, og Mortensen har tabt sit hjerte til den ældste af søstrene. Ved et lykketræf vinder Mortensen ved Rouletten.